# 精莢

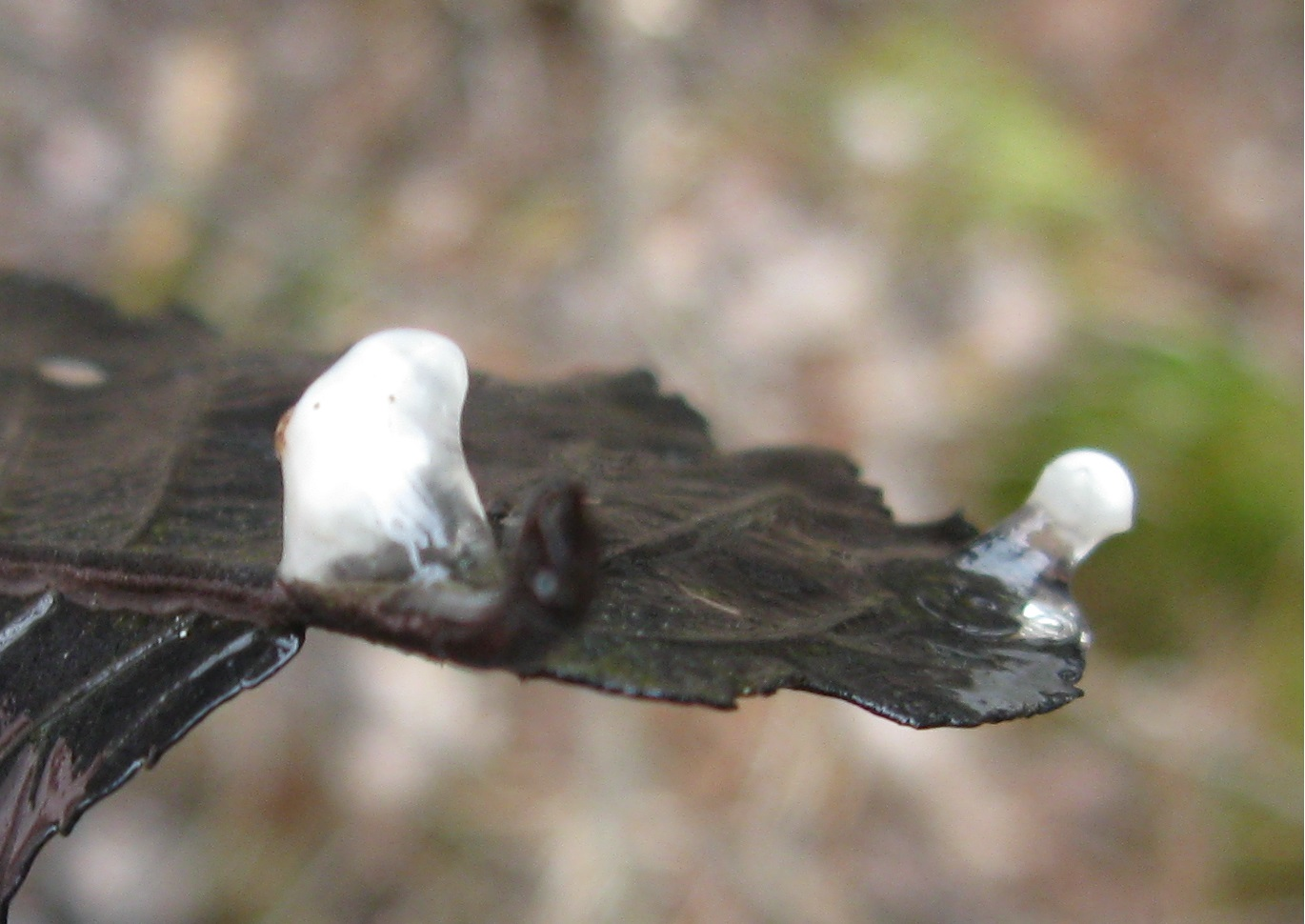
鈍口螈的精莢特寫

精荚（來自希臘語 spermato，意即：“種子”,和 -phore，意即：“承載者”）或稱精包囊，是由特定動物（主要是蠑螈和節肢動物）的雄性產生，並在繁殖過程中完整轉交至雌性的卵孔以完成受精。
有些動物的精莢內可能包含對雌性有營養價值的物質，例如螽斯，這種行為稱為求偶贈禮。有些包含毒素以防止捕食，例如響盒蛾的精莢含有吡咯利啶生物鹼。而對於一些物種，例如艾德希斑蝶，精莢的「贈禮」幾乎沒有任何營養價值，且精莢的重量對雌性的繁殖量幾乎沒有影響。

## 節肢動物
精莢常見於蛛形綱和幾種土生節肢動物中。

## 頭足類動物

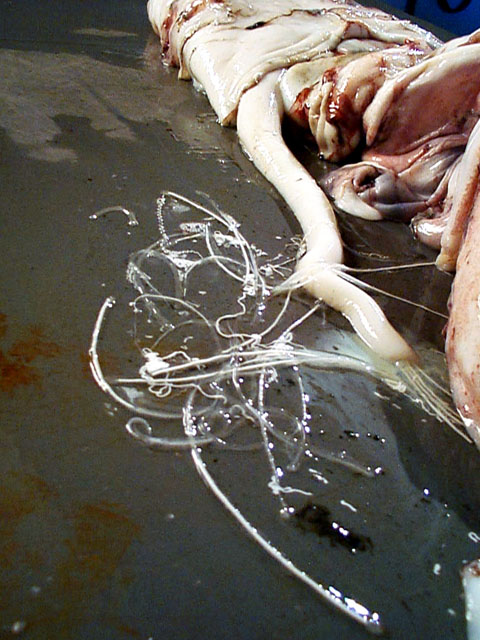
大王烏賊的精莢

大多數頭足類動物使用專門的腕部，稱為繁殖腕，來將精莢傳送給雌性。大王烏賊的精莢長達約一公尺。精莢透過複雜的水壓機制釋放精子，再由雌性將其儲存於體內。

## 蠑螈與有尾目
大多數蠑螈和有尾目物種的雄性會產生精莢，雌性則可根據雄性求偶的成功與否選擇是否接納精莢。